# Mindaugas Bagdonavičius
Mindaugas Bagdonavičius (* 20. Juni 1970 in Vilnius) ist ein litauischer Manager, Vorstandsmitglied von "Vilniaus prekyba".

## Leben
1992 begann M. Bagdonavičius im Unternehmen von VP Grupė zu arbeiten. Von 2004 bis Ende 2005 leitete er die Handelskette MAXIMA in Lettland. Er leitete UAB „Ermitažas“ und war verantwortlich für Bereiche Immobilienmanagement und Entwicklung der Maxima grupė. Seit Dezember 2008 leitet er UAB Maxima grupė.